# برنو ملو
برنو ملو (انگلیسی: Breno Mello؛ ۷ سپتامبر ۱۹۳۱ – ۱۱ ژوئیهٔ ۲۰۰۸) یک هنرپیشه، و بازیکن فوتبال اهل برزیل بود.
از فیلم‌ها یا برنامه‌های تلویزیونی که وی در آن نقش داشته است می‌توان به اورفه سیاه اشاره کرد.